# Brian Harvey (Sänger)

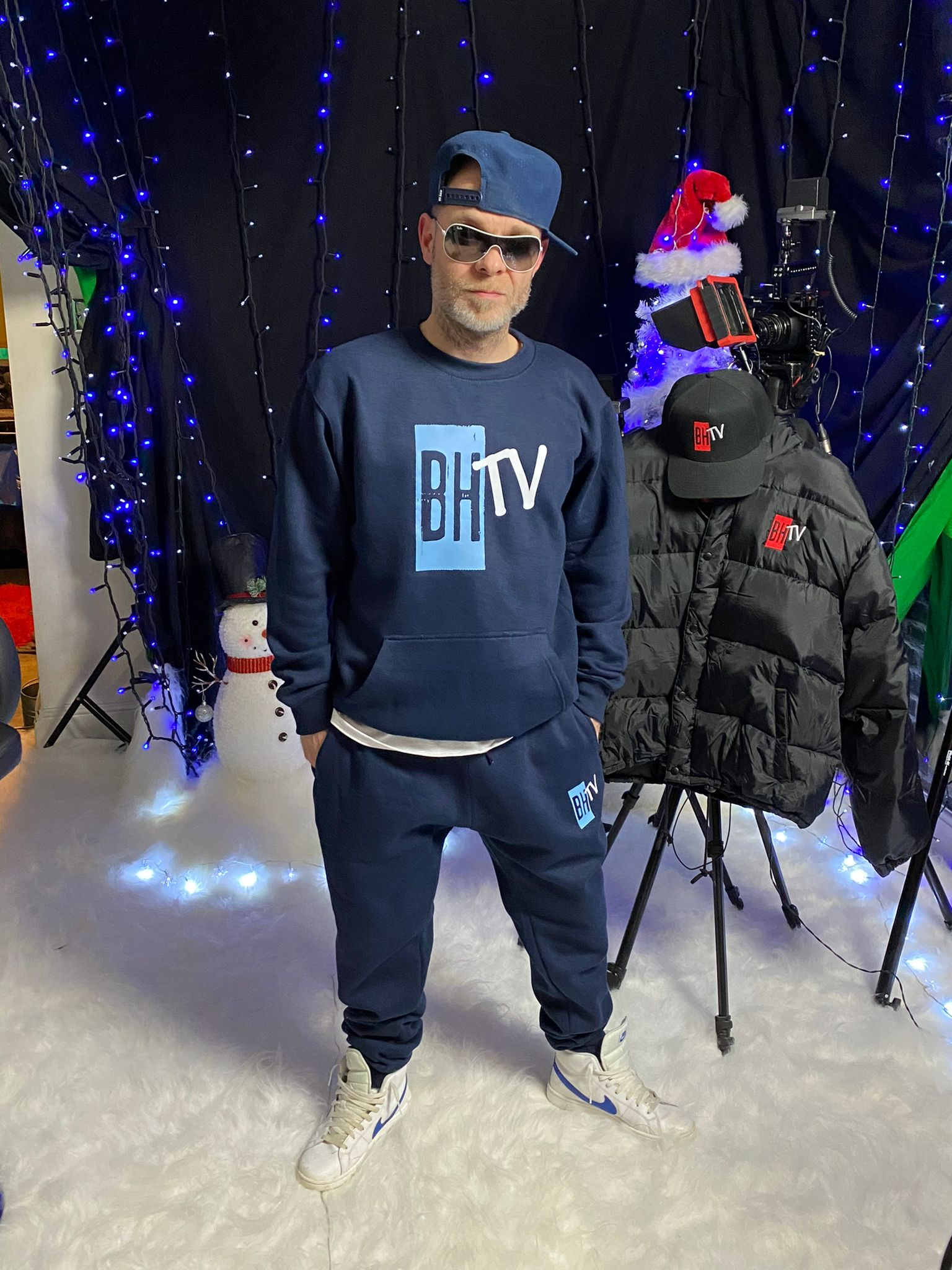
Brian Harvey (2021)

Brian Lee Harvey (* 8. August 1974) ist ein britischer Sänger und ehemaliger Frontman der Boygroup East 17.

## Leben und Karriere

### East 17
Ab 1992 war Harvey mit der Band East 17 erfolgreich. Er kannte die übrigen Mitglieder bereits aus der Schulzeit und bewarb sich ursprünglich als Background-Sänger und -Tänzer. Nachdem ihn Mitarbeiter der Plattenfirma singen hörten, wurde er zum Frontmann der Gruppe bestimmt. Seine markante Stimme prägte fortan den Sound der Band. Dies führte frühzeitig zu Spannungen mit dem Bandgründer und Hauptsongwriter Tony Mortimer, der sich in seiner Rolle zurückgedrängt fühlte. Auch über die musikalische Ausrichtung bestanden Differenzen: Während Mortimer einen Stil mit Pop- und Hip-Hop-Elementen verfolgte, bevorzugten Harvey und die anderen Mitglieder eher R&B-orientierte Klänge.

### Schattenseiten
1997 kam es für die Band zum plötzlichen Aus, als sich Harvey in einem Radiointerview über die Partydroge Ecstasy äußerte. Nach diesen Äußerungen und aufgrund bereits bestehender Spannungen in der Band gab die Band dem Druck der Medien nach und schloss Brian Harvey aus. Da Brians Stimme das Markenzeichen der Band war, wurde er jedoch schließlich wieder aufgenommen. Die Gruppe nannte sich ab diesem Zeitpunkt E-17. Nach dem Ende von E-17 unterzeichnete Harvey einen Vertrag bei Edel Records als Solomusiker.
Die Folgejahre waren von zwei Selbstmordversuchen, einem schweren Verkehrsunfall sowie weiteren Tiefschlägen geprägt.

### Solo
Im Jahr 2000 veröffentlichte Harvey „True Step Tonight“, ein Duett mit Donell Jones und der Band Truesteppers. 2001 kam „Straight up no bends“ nach und erreichte Platz 26 der UK Single-Charts. Im gleichen Jahr folgte „Loving You“, ein Projekt mit Wyclef Jean. Beide Songs sowie dreizehn weitere Titel sind auf dem Album „Solo“ enthalten. Harvey trat ab und zu im englischen Fernsehen in TV-Shows, Quiz Shows und in I’m a Celebrity…Get Me Out of Here!, der britischen Fassung von Ich bin ein Star – Holt mich hier raus!, auf. Nach seinem Verkehrsunfall 2005 strahlte die BBC eine einstündige Dokumentation über Harvey und seinen Unfall mit dem Titel „Being Brian Harvey“ aus.
Anfang 2007 trat Harvey mit der Ballade „I can“ beim Vorentscheid für den Eurovision Song Contest an, konnte diesen jedoch nicht für sich entscheiden.
Zwischenzeitlich tourte Harvey mit seinen ehemaligen Bandkollegen durch verschiedene Clubs. Im Februar 2010 trennte sich die Band jedoch erneut.
Im März 2010 veröffentlichte Harvey seine Single „Going Backwardz“.

## Diskografie
Alben
- Solo (2002)
- Keytronic (2004)

Singles
- True Step Tonight (Truesteppers featuring Brian Harvey and Donnell Jones) (2000)
- Straight Up (No Bends) (2001)
- Loving You (Ole Ole Ole) (Brian Harvey and The Refugee Crew) (2001)
- I Can (2007)
- Going Backwardz (2010)
- This Isn't Love (2012)
- Invisible (2014)